# La Segua
La Segua – obszar podmokły w prowincji Manabí, w Ekwadorze. Ma on powierzchnię 1836 hektarów i jest siedliskiem dla przedstawicieli 164 gatunków ptaków. 7 czerwca 2000 roku został objęty ochroną w ramach konwencji ramsarskiej.

## Charakterystyka
Obszar leży u zbiegu rzek Carrizal i Chone. Składa się z wewnętrznych torfowisk, na których stale utrzymuje się woda, i rozległych terenów zalewowych, na których regularnie – w trwającej od grudnia do kwietnia porze deszczowej – występują powodzie. Gleby zbudowane są na podłożu złożonym z glin piaszczystych i mułów. W porze deszczowej obszar zalany wodą osiąga powierzchnię przeszło 1800 hektarów i głębokość 1,27 metra. W porze suchej woda pokrywa ok. 525 hektarów, a średnia głębokość zbiorników wynosi 67 centymetrów. Obszar położony jest na wysokości 9 m n.p.m.

## Fauna
Na obszarze tym występuje 8 gatunków ssaków, w tym wydrak długoogonowy (Lontra longicaudis), hirara amerykańska (Eira barbara), rybak nocny (Noctilio leporinus), mulak białoogonowy (Odocoileus virginianus), wełnoopos bladouchy (Caluromys derbianus), dydelf czarnouchy (Didelphis marsupialis), opos szary (Philander opossum). Ponadto, La Seguę zamieszkują przedstawiciele 164 gatunków ptaków, z których 22 stanowią gatunki wędrowne. Wśród nich znajdują się między innymi: szmaragdolotka krasnolica (Psittacara erythrogenys), hełmiatka czerwonooka (Netta erythrophthalma) i sokół wędrowny (Falco peregrinus). U ujścia rzeki Chone spotyka się drzemliki (Falco columbarius). Wiele gatunków czapli wykorzystuje La Seguę jako obszar gniazdowania. Zaliczają się do nich czaple złotawe (Bubulcus ibis), czaple śnieżne (Egretta thula), czaple białe (Ardea alba) i czaple zielonawe (Butorides striata).
Na obszarze zarejestrowano także występowanie czterech gatunków gadów: kajmana okularowego (Caiman crocodilus), żółwia jaszczurowatego (Chelydra serpentina), legwana zielonego (Iguana iguana) i boa dusiciela (Boa constrictor). Spośród płazów zaobserwowano występowanie wyłącznie przedstawicieli rodzaju Leptodactylus. W wodach La Segui żyje natomiast 12 gatunków ryb, między innymi akara pomarańczowopłetwa (Andinoacara rivulatus), a także introdukowane tilapia nilowa (Oreochromis niloticus) i tilapia mozambijska (Oreochromis mossambicus).

## Flora
Królestwo flory reprezentuje 39 gatunków roślin. W porze deszczowej większość powierzchni wody pokryta jest przez roślinność wodną, przede wszystkim eichornię gruboogonkową (Eichhornia crassipes). Podczas pory suchej na obszarze przeważają trawy (Poaceae) i turzyce (Carex). Miejscami występują krzewy, takie jak strączyniec oskrzydlony (Senna alata) i żywopłon (Aeschynomene). Na obszarach zalewanych okresowo sporadycznie pojawiają się także drzewa, w tym Acacia aroma.

## Osadnictwo i gospodarka
Wokół obszaru zlokalizowane są cztery miejscowości: Larrea, La Sabana, La Segua i San Antonio. Mieszka w nich łącznie około 1700 osób. Ich głównymi zajęciami są rybołówstwo, rolnictwo i hodowla. Najbliższe duże miasto – Chone – położone jest ok. 20 kilometrów na wschód.
Na obszarze La Segui uprawia się przede wszystkim ryż, arbuzy, pomidory, pomarańcze, cytryny i limonki. Prowadzi się także zbiory eichorni gruboogonkowej, wykorzystywanej jako pasza w procesie hodowli.